# Závod Mladé Běchovice
Závod Mladé Běchovice byl založen na námět ředitele místní školy v Běchovicích Jana Renčína a byl uspořádán TJ Sokolem Běchovice II za vydatné pomoci Sdružení rodičů a přátel školy. Prvního ročníku v roce 1966, který se konal při příležitosti 80. výročí nejstaršího silničního běžeckého závodu v Evropě, závodu Běchovice–Praha, se zúčastnilo 168 běžců, převážně z Běchovic a okolí.
Trať závodu byla vyměřena na silnici směrem na Horní Počernice, která proto nyní nese podle závodu jméno „Mladých Běchovic“. Závodníci zdolávali, stejně jako běžci velkých „Běchovic“, sbíhání z kopce od výzkumných ústavů a cílovou rovinku v kopečku směrem k Českobrodské silnici.
Desátý ročník byl mimořádný účastí téměř 600 dětí. To už přibyly i náborové běhy pro menší děti, které běhaly na travnatém hřišti.
Obrovský nárůst dopravy, znečištěná vozovka pod mosty a velký zájem o závod donutil pořadatele přemístit tratě mezi rodinné domky. Cíl byl na křižovatce ulic Výjezdová – Na Spáleništi.
Po dalších několika letech se v Běchovicích začala budovat kanalizace, a tak došlo k dalšímu přemístění závodu. Pořadatelé se rozhodli využít fotbalového hřiště, na kterém vyznačili běžecký ovál. Toto místo závodu je zatím považováno za nejlepší. Nejenže mohou diváci sledovat celý průběh závodu, ale v současné době[kdy?] mají i závodníci k dispozici kvalitní šatny včetně celého zázemí. V současné době je závod podporován MČ Běchovice, hl. m. Prahou a mnoha místními firmami. Hlavním sponzorem je řadu let firma PRE. 
Závod je pořádán pravidelně předposlední sobotu v září a je určen pro děti od jednoho roku do 17 let. Délky jednotlivých závodů jsou podle věku dětí od 50 metrů do 1 300 metrů. Účast bývá pravidelně kolem 700 závodníků.